# Dave Greenfield
David Paul "Dave" Greenfield, född 29 mars 1949 i Brighton, England, död 3 maj 2020, var en engelsk keyboardist, sångare och låtskrivare, som var medlem av rockbandet the Stranglers, från 1975 till sin död."
Greenfield växte upp i Brighton på den engelska sydkusten, där han lärde sig spela gitarr av en äldre skolkamrat. Efter grundskolan spelade han under ett år med band på amerikanska militärbaser i dåvarande Västtyskland, där han försökte bygga en karriär, och senare med band i England, där han också arbetade på faderns tryckeri och som pianostämmare.
År 1975 gjorde han en audition för The Stranglers, och kom med i bandet som ersättare för svenske Hans Wärmling.
Greenfields spelstil har jämförts med the Doors keyboardist Ray Manzarek, men själv har han sagt sig vara mer inspirerad av Rick Wakeman i Yes. Han har också uppmärksammats för sin vana att spela snabba arpeggios.
Hans speciella sound på the Stranglers tidigare album innefattade användning av en Hohner Cembalet (model N), en L-100 elektrisk Hammondorgel, en Minimoog synthesizer, och senare en Oberheim FVS-4 polyphonic synthesizer.
Under inspelningen av albumet The Meninblack skrev Greenfield en låt i valstakt för cembalo som dock ratades av de andra bandmedlemmarna. Låten gjordes senare om av Greenfield och trummisen Jet Black, och med sångtext av Hugh Cornwell kom den att bli the Stranglers största hitlåt: "Golden Brown". Greenfield avled 3 maj 2020, en vecka efter att ha diagnostiserats med Covid-19 på det sjukhus där han redan var inlagd med hjärtproblem.

## Diskografi
- Fire & Water (Ecoutez Vos Murs) (1983) – med Jean-Jacques Burnel